# Chamalières
 Chamalières  es una población y comuna francesa, situada en la región de Auvernia, departamento de Puy-de-Dôme, en el distrito de Clermont-Ferrand. Es el chef-lieu del cantón de su nombre.

## Demografía
| 1 227                     | 1 664 | 1 860 | 2 067 | 1 025 | 1 033 | 1 101 | 1 163 | 1 242 | 1 242 | 1 259 | 1 400 | 1 470 | 1 807 | 2 353 | 2 430 | 2 698 | 2 898 | 2 941 | 3 740 | 5 502 | 6 260 | 7 341 | 8 564 | 11 216 | 11 473 | 14 837 | 17 775 | 18 075 | 17 486 | 17 301 | 18 136 | 17 710 |
| (Fuente: INSEE y Cassini) |       |       |       |       |       |       |       |       |       |       |       |       |       |       |       |       |       |       |       |       |       |       |       |        |        |        |        |        |        |        |        |        |

## Personas vinculadas
- Valéry Giscard d'Estaing
- Jean-Louis Murat